# نرگس فخری

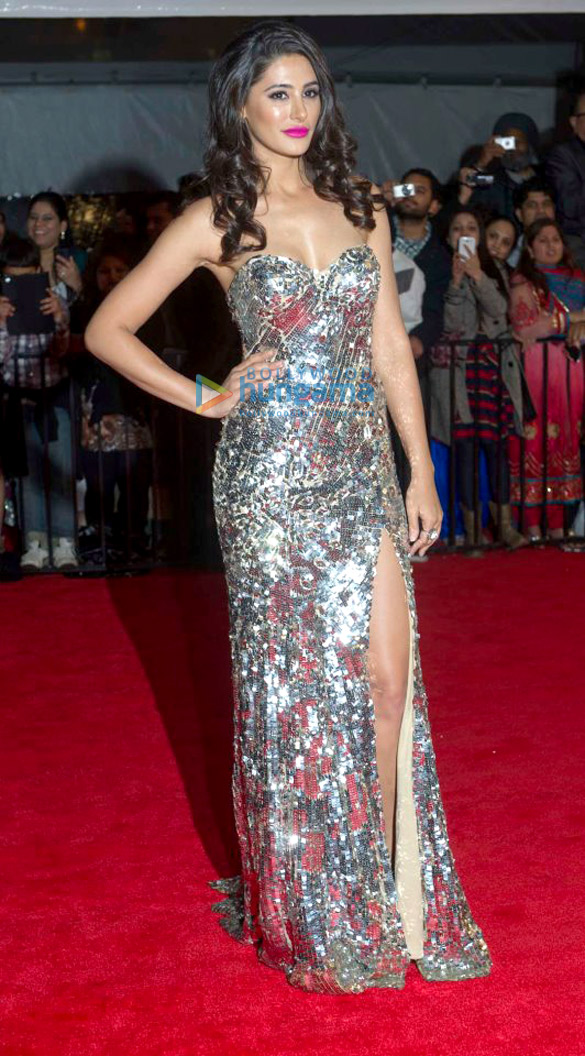
نرگس فخری در ۲۰۱۳

نرگس فخری (انگلیسی: Nargis Fakhri؛ زادهٔ ۲۰ اکتبر ۱۹۷۹) هنرپیشه اهل ایالات متحده آمریکا است. وی از سال ۲۰۰۴ میلادی تاکنون مشغول فعالیت بوده‌است.

## اوایل زندگی
فخری در کویینز نیویورک زاده شد. او دختر محمد و مری فخری است. پدر وی پاکستانی و مادرش چکی است. وقتی که او شش سال داشت، پدر و مادرش از یکدیگر جدا شدند. او پدرش را زمانی که هنوز سن و سالی نداشت، از دست داد.

## فیلم‌شناسی
- راک استار (۲۰۱۱)
- کافه مدرس (۲۰۱۳)
- قهرمان واقعی (فیلم) (۲۰۱۳)
- من قهرمان تو هستم (۲۰۱۴)
- لگد (۲۰۱۴)
- جاسوس (۲۰۱۵)
- اظهر (۲۰۱۶)
- خانه شلوغ ۳ (۲۰۱۶)
- نوشیدنی (۲۰۱۶)
- شاهین سیاه (۲۰۲۰)
- شیو شاستری بالبوآ (۲۰۲۳)